# Quando nasce un amore
Quando nasce un amore è un brano musicale scritto da Franco Ciani, Piero Cassano ed Adelio Cogliati, interpretato da Anna Oxa al Festival di Sanremo 1988 e classificatosi al 7º posto della classifica finale della kermesse canora.
Il brano viene pubblicato come singolo ed inserito nell'album della cantante Pensami per te.